# Дерев'яна церква Святого Миколая УГКЦ (Звенигород)
Церква Святого Миколая УГКЦ — Львівська область, Пустомитівський район, село Звенигород. Попередня до існуючої дерев'яна церква була збудована з дубового дерева у 1759 р. коштом громади і власників того часу Звенигорода.

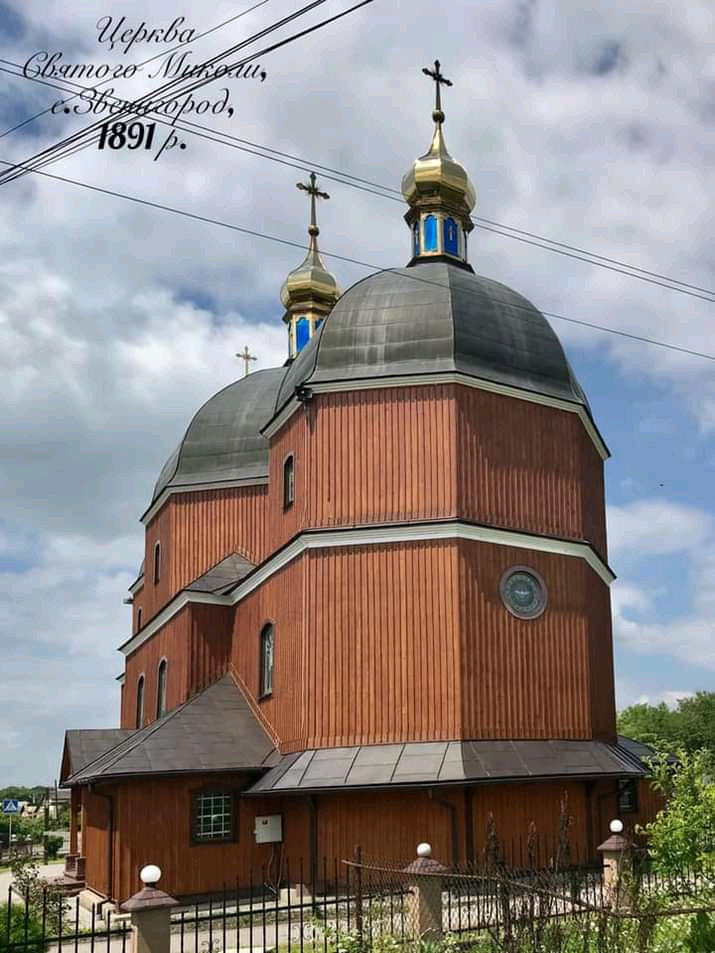
церква св. Миколая, 1891 рікЮрисдикція: Львівська митрополія, Львівська архієпархія, Звенигородський деканат

Зовні схожа до костелу, а всередині мала головний та чотири менших бічних вівтарі.
Канонічна візитація церкви відбулася у 1873 р. Теперішня дерев'яна церква збудована замість попередньої у 1891 р. До 1939 р. покровителем місцевої церкви св. Миколая був відомий землевласник Альфред граф Потоцький з Ланцута.

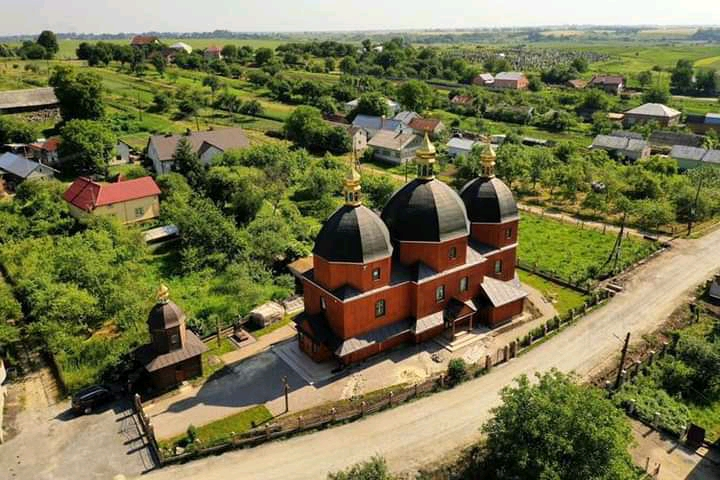
церква

На пам'ятній дошці біля входу до храму вказано ім'я її пароха о. Костянтина Роздольського, який служив місцевій громаді 28 років. 1949 р. його заарештували, вивезли до Чернігова, там же і замордували енкаведисти у 1952 році. З 2007 р. верхи церкви почали перекривати новою бляхою. Церква у користуванні громади УГКЦ.

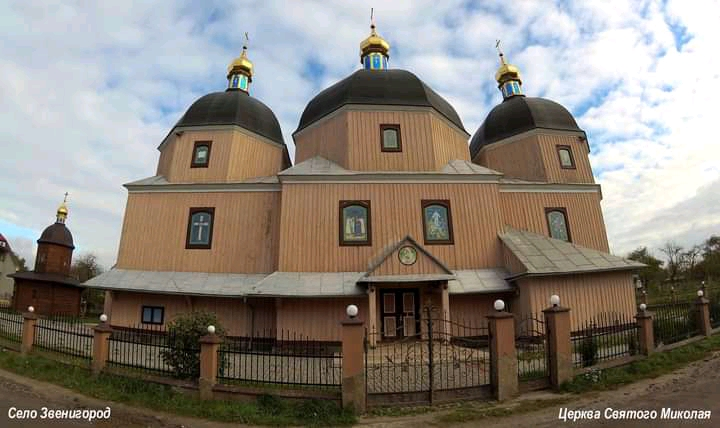
Церква св. Миколая

Побачите її у північній частині села, при вулиці, на маленькій ділянці. Тризрубна триверха будівля великих розмірів. Складається з квадратової в плані нави, до якої зі сходу прилягає гранчастої форми вівтар з прибудованими ризницями, а з заходу — прямокутний бабинець з прибудованим по осі маленьким присінком.
Він, ризниці, а також двосхилий дашок над південним входом до нави розривають піддашшя, яке оточує церкву і опирається на випусти вінців зрубів і приставні кронштейни. Стіни церкви шальовані вертикально дошками і лиштвами. Бабинець, наву і вівтар завершують три великі світлові восьмерики, вкриті банями, які вінчають ліхтарі з маківками. Дерев'яна дзвіниця відсутня.